# Imsum
Imsum is een dorp en voormalige gemeente in de Duitse deelstaat Nedersaksen. Het dorp maakt deel uit van de gemeente Geestland. De oude gemeente werd in 1974 gevoegd bij Langen, dat zelf in 2015 opging in Geestland.
Het dorp dat direct achter de zeedijk langs de Wezer ligt wordt voor het eerst vermeld in een oorkonde uit 1091. Het was het belangrijkste dorp in het kerspel waar de parochiekerk stond. Die kerk werd in 1218 gebouwd. In 1895 werd de kerk grotendeels afgebroken. Wat resteert, met name de toren, staat nu bekend als de Ochsenturm.
Imsum ligt aan de spoorlijn Bremerhaven - Cuxhaven. Tot 1975 was er een klein station, waar passagierstreinen stopten.
- Gemeinsame Normdatei: 4267626-5